# Риманово многообразие
Риманово многообразие, или риманово пространство, {\displaystyle (M,g)} — это (вещественное) гладкое многообразие {\displaystyle M}, в котором каждое касательное пространство снабжено скалярным произведением {\displaystyle g} — метрическим тензором, меняющимся от точки к точке гладким образом. Другими словами, риманово многообразие — это дифференцируемое многообразие, в котором касательное пространство в каждой точке является конечномерным евклидовым пространством.
Это позволяет определить различные геометрические понятия на римановых многообразиях, такие как углы, длины кривых, площади (или объёмы), кривизну, градиент функции и дивергенции векторных полей.
Риманова метрика {\displaystyle g} — это положительно определённый симметрический тензор — метрический тензор; точнее — это гладкое ковариантное симметричное положительно определенное тензорное поле валентности {\displaystyle (0,2)}.
Не стоит путать римановы многообразия с римановыми поверхностями — многообразиями, которые локально выглядят как склейки комплексных плоскостей.
Термин назван в честь немецкого математика Бернхарда Римана.

## Обзор
Касательное расслоение {\displaystyle TM} гладкого многообразия {\displaystyle M} ставит в соответствие каждой точке {\displaystyle M} векторное пространство, называемое касательным, и на этом касательном пространстве можно ввести скалярное произведение. Если такой набор введённых скалярных произведений на касательном расслоении многообразия изменяется гладко от точки к точке, то с помощью таких произведений можно ввести метричность на всём многообразии. К примеру, гладкая кривая {\displaystyle \alpha (t)}: {\displaystyle [0,1]\rightarrow M} имеет касательный вектор {\displaystyle \alpha '(t_{0})} в касательном пространстве {\displaystyle TM(t_{0})} в любой точке {\displaystyle t_{0}\in (0,1)}, и каждый такой вектор имеет длину {\displaystyle \|\alpha '(t_{0})\|}, где {\displaystyle \|\cdot \|} обозначает норму, индуцированную скалярным произведением на {\displaystyle TM(t_{0})}. Интеграл по этим длинам даёт длину всей кривой {\displaystyle \alpha }:
{\displaystyle L(\alpha )=\int _{0}^{1}{\|\alpha '(t)\|\,\mathrm {d} t}.}
Гладкость {\displaystyle \alpha (t)} для {\displaystyle t} в {\displaystyle [0,1]} гарантирует, что интеграл {\displaystyle L(\alpha )} существует и длина кривой определена.
Во многих случаях для того чтобы перейти от линейно-алгебраической концепции к дифференциально геометрической, гладкость очень важна.
Каждое гладкое подмногообразие {\displaystyle R^{n}} имеет индуцированную метрику {\displaystyle g}: скалярное произведение на каждом касательном пространстве — это просто скалярное произведение на {\displaystyle R^{n}}. Имеет место и обратный факт: теорема Нэша о регулярных вложениях утверждает, что любое достаточно гладкое риманово многообразие может быть реализовано как подмногообразие с индуцированной метрикой в {\displaystyle R^{n}} достаточной большой размерности {\displaystyle n}.

## Измерение длин и углов при помощи метрики
На римановом многообразии длина сегмента кривой, заданной параметрически (как вектор-функция {\displaystyle x(t)} параметра {\displaystyle t}, меняющегося от {\displaystyle a} до {\displaystyle b}), равна:
{\displaystyle L=\int \limits _{a}^{b}{\sqrt {g_{ij}{dx^{i} \over dt}{dx^{j} \over dt}}}\,dt=\int \limits _{x(a)}^{x(b)}{\sqrt {g_{ij}\,dx^{i}\,dx^{j}}}.}
Угол {\displaystyle \theta \ } между двумя векторами, {\displaystyle U=u^{i}{\partial  \over \partial x^{i}}\ } и {\displaystyle V=v^{j}{\partial  \over \partial x^{j}}\ } (в искривлённом пространстве векторы существуют в касательном пространстве в точке многообразия), определяется выражением:
{\displaystyle \cos \theta ={\frac {g_{ij}u^{i}v^{j}}{\sqrt {\left|g_{ij}u^{i}u^{j}\right|\left|g_{ij}v^{i}v^{j}\right|}}}.}

## Обобщения
- Псевдориманово многообразие
- Субриманово многообразие
- Финслерово многообразие